# Veneziamestre Rugby 1986 2009-2010

## Super 10 2009-10

### Stagione regolare
| Incontro                    | Andata | Ritorno |
| --------------------------- | ------ | ------- |
| Veneziamestre — Rovigo      | 32-32  | 16-12   |
| Viadana — Veneziamestre     | 41-10  | 6-0     |
| Veneziamestre — GRAN Parma  | 30-19  | 17-24   |
| Petrarca — Veneziamestre    | 36-3   | 19-24   |
| Veneziamestre — L’Aquila    | 26-48  | 22-24   |
| Veneziamestre — Rugby Roma  | 8-57   | 19-19   |
| I Cavalieri — Veneziamestre | 29-21  | 34-16   |
| Veneziamestre — Benetton    | 6-28   | 16-44   |
| Parma — Veneziamestre       | 37-16  | 21-20   |

#### Risultati della stagione regolare
| Posizione | G  | V | N | P  | PF  | PS  | DP   | B | Pt |
| --------- | -- | - | - | -- | --- | --- | ---- | - | -- |
| 10ª       | 18 | 3 | 2 | 13 | 302 | 530 | -228 | 6 | 22 |

## Coppa Italia 2009-10

### Prima fase
| Incontro                   | Risultato |
| -------------------------- | --------- |
| L’Aquila — Veneziamestre   | 17-16     |
| Veneziamestre — Petrarca   | 5-27      |
| Rugby Roma — Veneziamestre | 10-14     |
| Veneziamestre — Viadana    | 27-31     |

#### Risultati della prima fase
| Posizione | G | V | N | P | PF | PS | DP  | B | Pt |
| --------- | - | - | - | - | -- | -- | --- | - | -- |
| 4ª        | 4 | 1 | 0 | 3 | 62 | 85 | -23 | 2 | 6  |